# Windows Server 2019
Windows Server 2019 è un sistema operativo per server pubblicato da Microsoft il 2 ottobre 2018 ed è stato pubblicato per la disponibilità generale lo stesso giorno. Fa parte della famiglia Windows NT ed è successore di Windows Server 2016.

## Sviluppo
Windows Server 2019 è stato annunciato il 20 marzo 2018 e la prima versione di anteprima per il test al pubblico accessibile tramite il programma Windows Insider è uscita lo stesso giorno.
È stato lanciato in due canali: il canale di manutenzione Long-Term (LTSC), incentrato sulla stabilità offrendo un'opzione a lungo termine, e il canale Semi-Annual (SAC), fornendo versioni più frequenti e consentendo ai clienti di sfruttare i vantaggi dell'innovazione più rapidamente.
Il 6 ottobre 2018, la distribuzione di Windows versione 1809 (build 17763) venne messa in pausa perché Microsoft riscontrò un problema relativo all'eliminazione dei dati utente durante un aggiornamento sul posto. Interessava i sistemi in cui una cartella del profilo utente (ad esempio Documenti, Musica o Immagini) era stata spostata in un'altra posizione, ma i dati erano stati lasciati nella posizione originale. Poiché Windows Server 2019 è basato sulla base di codice versione 1809 di Windows, anche questo è stato rimosso dalla distribuzione al momento, ma è stato ripubblicato il 13 novembre 2018. Il ciclo di vita del software per Server 2019 è stato reimpostato in conformità con la nuova data di uscita.

## Funzionalità
Tra le nuove funzionalità e i miglioramenti presenti troviamo:
- Windows Admin Center
- Funzionalità di compatibilità dell'app Server Core su richiesta
- Windows Defender Advanced Threat Protection
- Miglioramenti alle macchine virtuali schermate
- Servizio di migrazione dell'archiviazione
- Container Linux su Windows
- Supporto integrato per Kubernetes
- Supporto della memoria persistente per macchine virtuali Hyper-V

## Cronologia delle versioni
| Storico versioni di Windows Server 2019 LTSC            | Storico versioni di Windows Server 2019 LTSC | Storico versioni di Windows Server 2019 LTSC |
| Versioni                                                | Milestone                                    | Data di uscita                               |
| ------------------------------------------------------- | -------------------------------------------- | -------------------------------------------- |
| 10.0.17623                                              | Insider Preview                              | 20 marzo 2018                                |
| 10.0.17639                                              | Insider Preview 2                            | 10 aprile 2018                               |
| 10.0.17650                                              | Insider Preview 3                            | 24 aprile 2018                               |
| 10.0.17666                                              | Insider Preview 4                            | 15 maggio 2018                               |
| 10.0.17677                                              | Insider Preview 5                            | 29 maggio 2018                               |
| 10.0.17692                                              | Insider Preview 6                            | 19 giugno 2018                               |
| 10.0.17709                                              | Insider Preview 7                            | 10 luglio 2018                               |
| 10.0.17713                                              | Insider Preview 8                            | 17 luglio 2018                               |
| 10.0.17723                                              | Insider Preview 9                            | 31 luglio 2018                               |
| 10.0.17733                                              | Insider Preview 10                           | 14 agosto 2018                               |
| 10.0.17738                                              | Insider Preview 11                           | 21 agosto 2018                               |
| 10.0.17744                                              | Insider Preview 12                           | 28 agosto 2018                               |
| 10.0.17763                                              | RTM                                          | 2 ottobre 2018                               |
| Storico versioni di Windows Server 2019 SAC (1903/1909) |                                              |                                              |
| Versioni                                                | Milestone                                    | Data di uscita                               |
| 10.0.18298                                              | Insider Preview                              | 18 dicembre 2018                             |
| 10.0.18317                                              | Insider Preview 2                            | 22 gennaio 2019                              |
| 10.0.18334                                              | Insider Preview 3                            | 12 febbraio 2019                             |
| 10.0.18346                                              | Insider Preview 4                            | 5 marzo 2019                                 |
| 10.0.18356                                              | Insider Preview 5                            | 19 marzo 2019                                |
| 10.0.18362                                              | RTM                                          | 21 maggio 2019                               |
| 10.0.18363                                              | RTM                                          | 16 ottobre 2019                              |
| Storico versioni di Windows Server 2019 SAC (2004/20H2) |                                              |                                              |
| Versioni                                                | Milestone                                    | Data di uscita                               |
| 10.0.18917                                              | Insider Preview                              | 18 giugno 2019                               |
| 10.0.18932                                              | Insider Preview 2                            | 9 luglio 2019                                |
| 10.0.18945                                              | Insider Preview 3                            | 30 luglio 2019                               |
| 10.0.18965                                              | Insider Preview 4                            | 27 agosto 2019                               |
| 10.0.18975                                              | Insider Preview 5                            | 10 settembre 2019                            |
| 10.0.18985                                              | Insider Preview 6                            | 24 settembre 2019                            |
| 10.0.18995                                              | Insider Preview 7                            | 8 ottobre 2019                               |
| 10.0.19008                                              | Insider Preview 8                            | 29 ottobre 2019                              |
| 10.0.19023                                              | Insider Preview 9                            | 19 novembre 2019                             |
| 10.0.19035                                              | Insider Preview 10                           | 10 dicembre 2019                             |
| 10.0.19041                                              | RTM                                          | 27 maggio 2020                               |
| 10.0.19042                                              | RTM                                          | 20 ottobre 2020                              |